# Макбрайд, Сара
Сара Макбрайд (англ. Sarah McBride; род. 9 августа 1990, Уилмингтон) — государственная и политическая деятельница Соединённых Штатов Америки (США), член Палаты представителей США с 2025.
В 2020 году была избрана в сенат штата Делавэр, приведена к присяге в январе 2021 года. В настоящее время является национальным пресс-секретарём «Кампании за права человека». 15 сентября 2020 года, после победы на праймериз Демократической партии в 1-м избирательном округе штата Делавэр, была выдвинута кандидаткой в сенат штата, в ноябре 2020 года одержала победу на выборах. После приведения к присяге она стала первой в истории США транс-женщиной в сенате штата США, а также самым высокопоставленным трансгендерным человеком в стране.
Заслугой Сары Макбрайд в значительной степени считают принятие в Делавэре закона, запрещающего дискриминацию по признаку гендерной идентичности в сфере занятости, жилья, страхования и общественных мест. В июле 2016 года выступала на Национальном съезде Демократической партии, став первой в истории США открытой транс-женщиной, выступившей на крупном партийном съезде.
В 2018 году Сара Макбрайд выпустила книгу «Tomorrow Will Be Different: Love, Loss, and the Fight for Trans Equality».
В 2024 году победила на выборах в избирательном округе Делавэра. Она станет первым открытым трансгендерным членом Конгресса.

## Биография

### Ранний период жизни и образование
Место рождения — Уилмингтон, штат Делавэр, в семье Дэвида и Салли Макбрайд. До каминг-аута в качестве штатного сотрудника избирательного штаба Демократической партии в Делавэре работает над кампанией генерального прокурора Делавэра Бо Байдена в 2010 году и кампанией губернатора Джека Маркелла в 2008 году. В 2011 году избирается председателем студенческого совета Американского университета. Во время своей последней рабочей недели в должности председателя студенческого совета выступает как транс-женщина в студенческой газете своего колледжа «The Eagle», обратив на себя международное внимание.
Каминг-аут Сары Макбрайд был опубликован в «National Public Radio», «HuffPost» и некоммерческой организации Леди Гаги — «Born This Way Foundation». После каминг-аута получила звонок от генерального прокурора Делавэра Бо Джозефа Байдена, который заявил: «Сара, я просто хотел, чтобы ты знала, я так горжусь тобой. Я люблю тебя, и ты по-прежнему являешься частью семьи Байденов». Вице-президент США Джо Байден выразил аналогичные чувства, поделившись тем, что гордится ею и счастлив за неё. В 2012 году прошла стажировку в Белом доме, став там первой в истории открытой трансгендерной женщиной. Сара Макбрайд работала в Управлении по связям с общественностью и межправительственным отношениям Белого дома, где занималась вопросами ЛГБТ. В речи в мае 2015 года вторая леди Джилл Байден рассказала историю Сары и добавила: «Мы считаем, что молодых людей следует ценить такими, какие они есть, независимо от того, как они выглядят, откуда они, пола, с которым они себя идентифицируют или кого они любят».

### Активизм
В январе 2013 года вошла в совет директоров «Equality Delaware» и быстро стала ведущей сотрудницей по оказанию правовой помощи и реализации законодательства о преступлениях на почве ненависти для транссексуалов в Делавэре. Сара Макбрайд и её семья возглавляли кампанию по лоббированию законодательства, защищающего жителей Делавэра от дискриминации по признаку гендерной идентичности и выражения в сфере занятости, жилья, страхования и общественных мест. Помимо того, что Сара Макбрайд выступала в качестве главной представительницы законодательства, её близкие отношения с губернатором Джеком Маркеллом и генеральным прокурором Бо Байденом привели к тому, что оба избранных должностных лица открыто поддержали принятие закона. Данный закон был принят сенатом штата с перевесом в один голос и палатой представителей — 24 голоса «за» и 17 голосов «против». Законопроект с поправками был затем повторно принят сенатом штата и немедленно подписан губернатором Джеком Маркеллом в июне 2013 года.
При подписании закона Джек Маркелл заявил: «Я особенно хочу поблагодарить мою подругу Сару Макбрайд, умную и талантливую женщину из Делавэра, которая трансгендерна. Она смело стояла перед Генеральной Ассамблеей, чтобы описать свою личную жизнь с гендерной идентичностью и сообщить о своем желании после окончания колледжа вернуться домой без страха. Её неустанная пропаганда принятия этого закона реально изменила положение всех транс-людей в Делавэре».
После принятия в Делавэре закона о защите гендерной идентичности и преступлениях на почве ненависти Сара Макбрайд работала в команде «LGBT Progress» в «Центре американского прогресса». Выступала в ряде колледжей на ЛГБТ-мероприятиях, в том числе на Национальном ужине в рамках «Кампании за права человека» в Лос-Анджелесе, в «LGBTQ Victory Fund», в Пенсильванском университете, и Геттисбергском колледже. Сара Макбрайд была названа «DelawareLiberal.net» самой ценной прогрессивной представительницей штата Делавэр, внесена в список Trans-100 за 2014 год, и названа одной из пятидесяти представителей грядущего поколения миллениума, готовых изменить ситуацию в ближайшие годы по версии «MIC.com». В статье 2015 года в «NewStatesman» о представительстве транс-людей на выборных должностях было предсказано, что Сара Макбрайд станет первой американской транс-женщиной, избранной на высокий государственный пост. Была участницей дискуссии «GLOBE Pride 2016» министерства жилищного строительства и городского развития США, посвященной издевательствам среди молодежи и на рабочем месте. Сара Макбрайд была публикована в «The New York Times», «HuffPost», «The Washington Post», «The Boston Globe», «Аль-Джазира», «PBS NewsHour», «Teen Vogue», «WUNC (FM)», «The New Yorker», «MSNBC», «ThinkProgress», «BuzzFeed» и «National Public Radio».
В апреле 2016 года выступила с докладом на конференции TED под названием «Пол, присвоенный нам при рождении, не должен определять нас». Она также входила в руководящий комитет «Trans United for Hillary», который прилагал усилия по обучению и мобилизации транс-людей и их союзников в поддержку Хиллари Клинтон.
28 июля 2016 года стала первой открытой транс-женщиной, выступившей на съезде Демократической партии США. В своей речи, которая длилась менее четырёх минут, Сара Макбрайд отдала дань уважения своему покойному мужу Эндрю Крею и его приверженности правам ЛГБТ.

## Политическая деятельность
9 июля 2019 года официально объявила о выдвижении своей кандидатуре в сенат штата Делавэр. Она заявила, что её внимание будет сосредоточено на оказании медицинской помощи, оплачиваемом отпуске по семейным обстоятельствам и отпуске по болезни.
В 2020 году одержала победу на праймериз Демократической партии за право баллотироваться в сенат штата Делавэр над Джозефом Макколом, набрав 91,3 % голосов. Во время выборов 4 ноября 2020 года победила республиканца Стива Вашингтона и стала избранной в Сенат штата Делавэр, набрав 73,3 % голосов избирателей. 4 ноября 2020 года была избрана в Сенат США.
В январе 2021 года должна быть приведена к присяге в качестве члена сената штата Делавэр. Она является первой транс-женщиной в Сенате США. Сара заменит демократа Харриса Макдауэлла III, который планирует уйти в отставку по окончании своего срока.
В 2024 году победила на выборах в избирательном округе Делавэра. Она станет первым открытым трансгендерным членом Конгресса.
Через две недели после избрания Макбрайд в Конгресс член Палаты представителей от Республиканской партии Нэнси Мейс представила законопроект, запрещающий трансгендерным женщинам пользоваться женскими туалетами на Капитолийском холме. Вскоре после этого спикер Палаты представителей от Республиканской партии Майк Джонсон принял аналогичный запрет. Макбрайд ответила Джонсону, заявив следующее: «Я здесь не для того, чтобы бороться за туалеты, я здесь для того, чтобы бороться за жителей Делавэра и снизить расходы семей».

## Личная жизнь
В августе 2014 года Сара Макбрайд вышла замуж за Эндрю Крея после того, как ему поставили диагноз рака на неизлечимой стадии. Епископ Джин Робинсон проводил их церемонию бракосочетания. Через четыре дня после свадьбы Эндрю Крей скончался.